# Giuseppe Gentile (Politiker)
Giuseppe Gentile (* 19. Oktober 1879 in Sant’Agata di Militello, Provinz Messina; † 13. April 1955 in Rom) war ein Diplomat und Politiker im Königreich Italien, der unter anderem zwischen 1919 und 1927 Mitglied der Abgeordnetenkammer (Camera dei deputati) sowie von 1939 bis 1943 Mitglied des Senats (Senato del Regno) war.

## Leben

### Studium, Eintritt in den konsularischen Dienst und Mitglied der Abgeordnetenkammer
Giuseppe Gentile, Sohn von Giovanni Gentile und Carlotta Faraci, absolvierte ein Studium der Rechtswissenschaften an der Universität La Sapienza in Rom, welches er mit einem Laurea in giurisprudenza beendete. Er war danach zunächst als Rechtsanwalt und Richter tätig und trat im Februar 1907 in den konsularischen Dienst des Außenministeriums (Ministero degli affari esteri) und fand dort bis November 1917 verschiedene Verwendungen. Für seine Verdienste in dieser Zeit wurde er am 31. Mai 1912 Ritter des Ordens der Krone von Italien und erhielt am 20. September 1913 seine Beförderung zum Konsul Dritter Klasse (Console di III classe). Er wurde zudem am 27. Mai 1917 Ritter des Ordens der Heiligen Mauritius und Lazarus sowie am 30. Dezember 1917 zudem auch Offizier des Ordens der Krone von Italien.
Nachdem er bei der Wahl am 16. November 1919 im Wahlkreis Messina erstmals zum Mitglied der Abgeordnetenkammer (Camera dei deputati) gewählt worden war, wurde er im konsularischen Dienst beurlaubt. Er gehörte der Abgeordnetenkammer nach seiner Wiederwahl am 15. Mai 1921 im Wahlkreis Catania sowie am 6. April 1924 auf der Liste für Sizilien vom 1. Dezember 1919 bis zu seinem Mandatsverzicht im November 1927 an. Am 15. Januar 1920 wurde ihm der Ehrenrang eines Gesandten (Inviato straordinario onorario) verliehen. Er wurde zudem am 7. März 1920 Kommandeur des Ordens der Krone von Italien sowie am 4. Oktober 1922 auch Kommandeur des Ordens der Heiligen Mauritius und Lazarus.

### Generalkonsul in Paris, Staatsrat und Senator
Nach seinem Mandatsverzicht kehrte Gentile, der auch Mitglied der Geographischen Gesellschaft (Società Geografica Italiana) war, in den konsularischen Dienst zurück und wurde im November 1927 zum Generalkonsul in Paris ernannt. Er trat dieses Amt offiziell am 30. Januar 1928 an und verblieb dort bis Dezember 1932. Im Anschluss wurde er am 22. Dezember 1932 als Consigliere di Stato zum Mitglied des Staatsrates ernannt, ein in der Verfassung verankertes Organ, welches zum einen oberstes Verwaltungsgericht und zum anderen Beratungsgremium der Regierung für Rechtsfragen ist. Er gehörte diesem Gremium bis zum 11. Oktober 1944 an, wurde für seine Verdienste am 20. April 1933 zunächst Großoffizier des Ordens der Krone von Italien und bekam zudem am 21. November 1935 das Großkreuz dieses Ordens verliehen. Am 3. Juni 1937 wurde er zudem Großoffizier des Ordens der Heiligen Mauritius und Lazarus.
Am 20. Oktober 1939 wurde Giuseppe Gentile zum Mitglied des Senats (Senato del Regno) ernannt und gehörte diesem vom 14. November 1939 bis zum 5. August 1943 an. Während seiner Senatszugehörigkeit war er zwischen dem 23. Januar 1940 und dem 5. August 1943 Mitglied des Ausschusses für auswärtige Angelegenheiten, Handels- und Zollrecht (Commissione degli affari esteri, degli scambi commerciali e della legislazione doganale). Er war zudem vom 15. April 1942 bis zum 2. Februar 1943 erst Mitglied sowie im Anschluss zwischen dem 2. Februar und dem 9. August 1943 Vizepräsident des Ausschusses für die Angelegenheiten von Italienisch-Afrika (Commissione degli affari dell’Africa italiana).
Unter der Regierung Bonomi wurde Gentile am 30. Mai 1945 vom Obersten Gerichtshof für Sanktionen gegen den Faschismus ACGSF (Alta Corte di Giustizia per le Sanzioni contro il Fascismo) angeklagt. Er gehörte zur sogenannte „dritten Imputationsgruppe“, die aus Senatoren, Abgeordneten und Nationalräten bestand, die zwischen 1929 und 1943 diese Ämter antraten. Durch Beschluss des ACGSF vom 25. Juli 1945 verlor er seinen Sitz im Senat. Mit Beschluss vom 9. Juni 1947 erfolgte die Zurückweisung seines Berufungsersuchens. 